# 三栖右嗣
三栖 右嗣（みす ゆうじ、1927年4月25日 - 2010年4月18日）は、神奈川県出身の洋画家である。本名は三栖 英二。

## 略歴
- 神奈川県厚木市に生まれる
- 1952年東京芸術大学油絵科卒業（安井教室）
- 1954年一水会展出品
- 1972年アンドリュー・ワイエスに会う
- 1975年沖縄国際海洋博覧会「海を描く現代絵画コンクール展」で大賞受賞（「海の家族」）
- 1976年「老いる」で安井賞受賞。東京国立近代美術館所蔵
- 1979年スペインにて個展。宮内庁所蔵
- 1981年石版画集「林檎のある風景」刊行
- 1982年リトグラフ屏風「紅梅図」刊行
- 2010年心不全で埼玉県嵐山町で死去。82歳